# یتنباخ
یتنباخ (به آلمانی: Jettenbach) یک شهر در آلمان است که در بایرن واقع شده‌است.

## خصوصیات
یتنباخ ۹٫۱۸ کیلومترمربع مساحت دارد و ۴۱۸ متر بالاتر از سطح دریا واقع شده‌است.